# Eriachne armitii
Eriachne armitii är en gräsart som beskrevs av Ferdinand von Mueller och George Bentham. Eriachne armitii ingår i släktet Eriachne och familjen gräs. Inga underarter finns listade i Catalogue of Life.